# Ludwig Schongauer

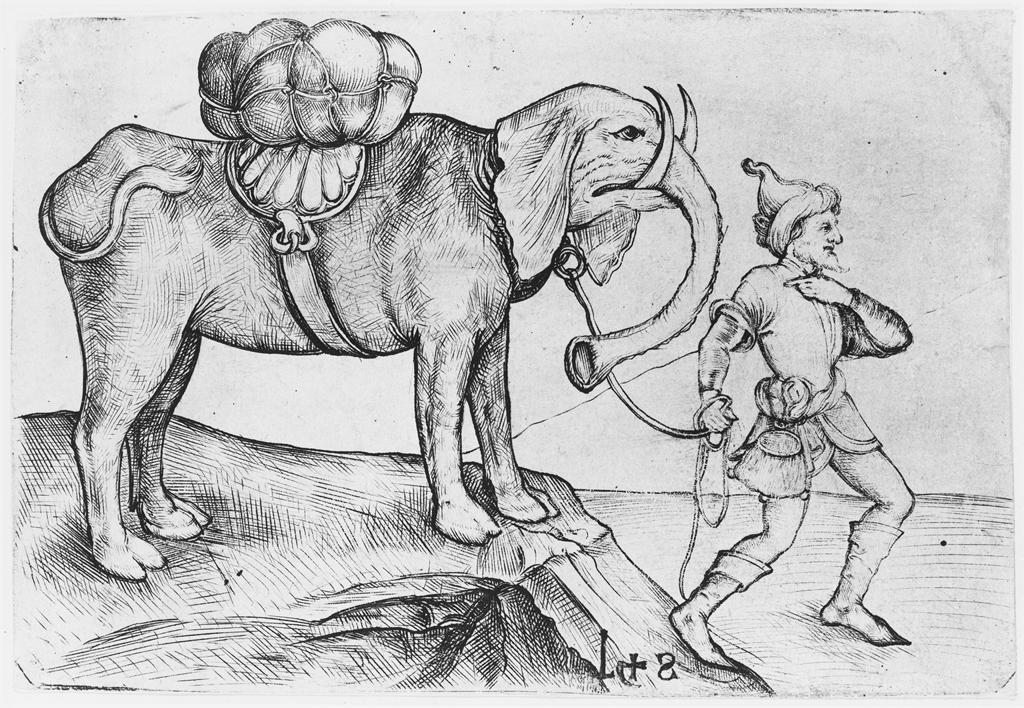
L'éléphant par Ludwig Schongauer, Vienne, Albertina

Ludwig Schongauer, né vers 1440 et mort en 1494, est un peintre et graveur allemand.

## Biographie
Schongauer est né à Augsbourg dans une famille d'artistes Alsaciens, s'installant plus tard à Colmar. Son père Caspard était orfèvre et il avait trois frères. Deux de ses frères Georg et Paul devinrent eux-mêmes orfèvres, tandis que son troisième frère était le célèbre peintre et graveur Martin Schongauer. On pense que Martin et Ludwig ont été les élèves du peintre Gaspard Isenmann.

## Œuvres

### Peintures
- L'Arrestation du Christ (volet d'un autel)
- Le Christ devant Pilate
- La Résurrection

### Gravures
L'œuvre gravé attribué Ludwig Schongauer compte quatre estampes au burin conservés chacune en un unique exemplaire. Toutes datées des années 1490, elles ont été attribuées au peintre en raison de la présence du monogramme "L+S", proche de celui de son frère, Martin Schongauer. Cependant, cette identification ne fait pas l'unanimité parmi les spécialistes.
- La Descente de croix, Vienne, Albertina[4]

- Une Vache allongée, Bâle, Kunstmuseum Basel, Kupferstichkabinett
- Deux chiens, Dresde, Staatliche Kunstsammlungen Dresden, Kuperstich-Kabinett
- L'Eléphant et son guide, Vienne, Albertina[5]

### Dessins
Plusieurs dessins à l'encre lui sont également attribués. Ils sont conservés, entre autres, au Kupferstich-Kabinett de Dresde, à celui de Bâle et à Leipzig.